# À la recherche du temps perdu
À la recherche du temps perdu (Op zoek naar de verloren tijd) is een zevendelige Franstalige romancyclus van Marcel Proust, geschreven tussen 1908 en 1922. Het werk werd uitgegeven in zeven delen tussen 1913 en 1927. De laatste drie delen zijn pas uitgegeven na de dood van Proust.

## Indeling
De roman is in zeven delen verschenen:
1. 1913: Du côté de chez Swann, in eigen beheer verschenen bij Grasset in 1913, later in een aangepaste versie bij Gallimard in 1919.[1]
  1. Combray[2]
  2. Un amour de Swann[3]
  3. Nom de pays : le nom[4]
2. 1918: À l'ombre des jeunes filles en fleurs, in 1919 verschenen bij Gallimard.[5] (Prix Goncourt 1919).
3. 1920: Le côté de Guermantes, in twee delen verschenen bij Gallimard in 1920-1921.[6]
4. 1922: Sodome et Gomorrhe, verschenen bij Gallimard in 1921-1922.[7]
5. La Prisonnière, postuum verschenen in 1923.[8]
6. Albertine disparue (oorspronkelijke titel: La fugitive), postuum verschenen in 1925.[9]
7. Le temps retrouvé, postuum verschenen in 1927.[10]

Uit de lijst blijkt dat het schrijfproces en het publicatieproces parallel verliepen. De visie die Proust op zijn roman had, ontwikkelde zich in de loop van dit proces verder. Het idee om het verhaal in zeven delen op te splitsen werd niet vooraf bedacht.

## Analyse
De roman is meer dan een opeenvolging van gebeurtenissen. De romancyclus begint in de ik-vorm als een autobiografisch verhaal, maar beschrijft niet alleen eigen herinneringen. Het gaat ook om een bezinning op literatuur.

### Samenvatting
De verteller is een overgevoelige jongeman, geboren in een rijke familie op het einde van de 19de eeuw, die schrijver wil worden. Zijn mondaine aspiraties houden hem echter lange tijd van dit idee af. Aangetrokken door de schijn van de aristocratie en de idyllische vakantieplekjes buiten de stad (zoals Balbec, een stad in Normandië waarvoor de stad Cabourg model stond) ontdekt hij naarmate hij opgroeit ook de wereld, de liefde en de homoseksualiteit. Door ziekte en oorlog raakt hij van de wereld afgesloten en beseft hij hoe leeg zijn mondaine aspiraties wel waren en hoe hij door zijn aanleg voor het schrijverschap de verloren tijd vast kan leggen.

### Aandachtspunten
Prousts aanpak is paradoxaal: via een detailonderzoek van zijn eigen leven dat zich in een heel specifiek milieu afspeelt (de hogere bourgeoisie en de Franse aristocratie van het begin van de 20ste eeuw) snijdt Proust universele thema's aan. De filosofie en de esthetiek van zijn oeuvre kunnen echter niet volledig los worden gezien van hun tijd, waarin de filosofie van Bergson, het impressionisme in de kunsten, de muziek van Claude Debussy en de politieke implicaties van de Dreyfusaffaire tot Prousts referentiekader behoorden.
De lange zinnen en complexe constructies die zijn schrijfstijl kenmerken, doen denken aan de stijl van de Mémoires van Saint-Simon, een van de auteurs die Proust het vaakst citeerde. De lezer moet enige moeite doen om de structuur en de betekenis van sommige zinnen te begrijpen. Volgens tijdgenoten was dit ook de manier waarop hij praatte. Met deze bijzondere stijl geeft Proust aan dat hij de realiteit wil begrijpen in al haar dimensies, volgens alle mogelijke percepties ervan en in alle facetten van het spectrum van de verschillende medespelers. Dit sluit naadloos aan bij een impressionistische benadering: de realiteit heeft slechts betekenis door de werkelijke of ingebeelde waarneming van het onderwerp.
Het spectrum bestaat niet alleen uit de perspectieven van de verschillende medespelers, maar ook uit de verschillende perspectieven van de auteur door de tijd heen: het huidige perspectief, het perspectief van het verleden, dat van het herleefde verleden.
Het werk beperkt zich niet tot die psychologische en zelfanalytische dimensie, maar analyseert ook, vaak op een genadeloze manier, de samenleving van zijn tijd: de tegenstellingen tussen de aristocratische sfeer van Guermantes, de burgerparvenu's van Verdurin en de wereld van de bedienden, vertegenwoordigd door Françoise. Doorheen de verschillende delen weerspiegelt Proust de geschiedenis van zijn tijd, gaande van de controversiële Dreyfusaffaire tot de Eerste Wereldoorlog.

### Hoofdpersonages
- de verteller
- diens moeder
- diens grootmoeder
- Albertine
- Françoise
- Charles Swann, waarvoor Charles Haas (1833- 1902) model stond
- Odette (mevrouw Swann), waarvoor Laure Hayman, een vriendin van Proust en Paul Bourget, waarschijnlijk model stond
- Gilberte Swann
- Robert de Saint-Loup, voor wie onder anderen Leon Radziwiłł model stond
- De baron van Charlus, voor wie met name Robert de Montesquiou model stond
- De hertogin van Guermantes, voor wie Comtesse Greffulhe, comtesse Adhéaume de Chevigné (geboren Laure de Sade) en mevrouw Strauss model stonden
- Mevrouw Verdurin
- Mevrouw De Villeparisis, waarvoor Adèle d'Osmond model stond

## Uitgaven
De huidige beschikbare Franstalige uitgaven van Op zoek naar de verloren tijd staan hieronder vermeld:
- Pléiade: uitgave in vier delen
- Folio: uitgave in acht delen
- Garnier-Flammarion: uitgave in tien delen
- Bouquins: uitgave in drie delen
- Delcourt: een bewerking tot stripverhaal van ‘Op zoek naar de verloren tijd’, door Stéphane Heuet
- Quarto: volledige tekst in in-quarto
- Gallimard: volledige tekst in één deel
- Thélème’s uitgaven: audioboek, bestaande uit 111 cd’s, voorgelezen door André Dussollier, Guillaume Gallienne, Michaël Lonsdale, Denis Podalydès, Robin Renucci en Lambert Wilson.

De artikelen op Wikipedia verwijzen doorgaans naar de uitgaven van Garnier-Flammarion.

## Waardering
Voor het tweede deel van À la recherche du temps perdu, ontving Proust in 1919 de prix Goncourt. Het boek was verschenen zonder veel ophef in de pers en Proust uitte zijn ongenoegen over het promotiewerk van zijn uitgever Gallimard. In december 1919 werd het boek bekroond door de tienkoppige jury van de prix Goncourt. Zes van de tien juryleden, waaronder Rosny Aîné en Léon Daudet stemden voor het boek van Proust, terwijl zijn voornaamste concurrent, Roland Dorgelès met zijn boek over de Eerste Wereldoorlog Les croix de bois vier stemmen kreeg. Er ontspon zich een discussie in de pers en vooral de linkse kranten beschuldigden Proust ervan dat hij de prijs gekocht had. Zijn bourgeois achtergrond en de steun van de rechtse Daudet werden hem niet in dank afgenomen. Uiteindelijk kwam het zelfs tot een rechtszaak tussen uitgeverijen Gallimard en Albin Michel (de uitgever van Dorgelès), die door de eerste gewonnen werd.
À la recherche du temps perdu wordt thans algemeen beschouwd als een der hoogtepunten uit de Franse en wereldliteratuur. In 1999 eindigde het als tweede in Le Mondes verkiezing van de 100 beste boeken van de eeuw, in 2002 werd het opgenomen in de lijst van belangrijkste boeken uit de wereldliteratuur, samengesteld door de Zweedse Academie.

## Vertalingen in het Nederlands
De eerste vertaling verscheen in 1966: alleen het onderdeel Een liefde van Swann, vertaald door Miep Veenis-Pieters, een lerares Frans. Daarna ging Nico Lijsen verder met een aantal losstaande onderdelen, die verschenen in 1970, 1971 en 1976.
Ondertussen had Thérèse Cornips in 1974 de vertaling van Lijsen overgenomen. Ze vertaalde eerst de onderdelen die Lijsen had overgeslagen: in 1976 completeerde zij het eerste deel, in 1978 het tweede. Alle daaropvolgende delen vertaalde zij integraal en die werden uitgebracht tussen 1980 en 1999. Cornips ontving daarvoor in 1999 de Martinus Nijhoff Vertaalprijs.
Daarna begon Cornips ook met de onderdelen die eerder door Veenis-Pieters en Lijsen waren vertaald. In 2009 verscheen haar versie van het eerste deel, De kant van Swann. Ze overleed voordat haar versie van het tweede deel voltooid was. In 2018 is dat deel opnieuw vertaald, als In de schaduw van meisjes in bloei, door Philippe Noble en Désirée Schyns.
Ondertussen kwamen Rokus Hofstede en Martin de Haan in 2015 met een alternatieve vertaling van het eerste deel, onder de titel Swanns kant op.

## Verfilmingen
- Un amour de Swann (Een liefde van Swann) (1984, door Volker Schlöndorff met Jeremy Irons en Ornella Muti)
- Le temps retrouvé (De teruggevonden tijd) (1999, door Raoul Ruiz met Catherine Deneuve, Emmanuelle Béart en John Malkovich)
- La Captive (De gevangene) (2000, door Chantal Akerman)
- À la recherche du temps perdu (Op zoek naar de verloren tijd) (2011, door Nina Companeez)